# Libro de San Cipriano

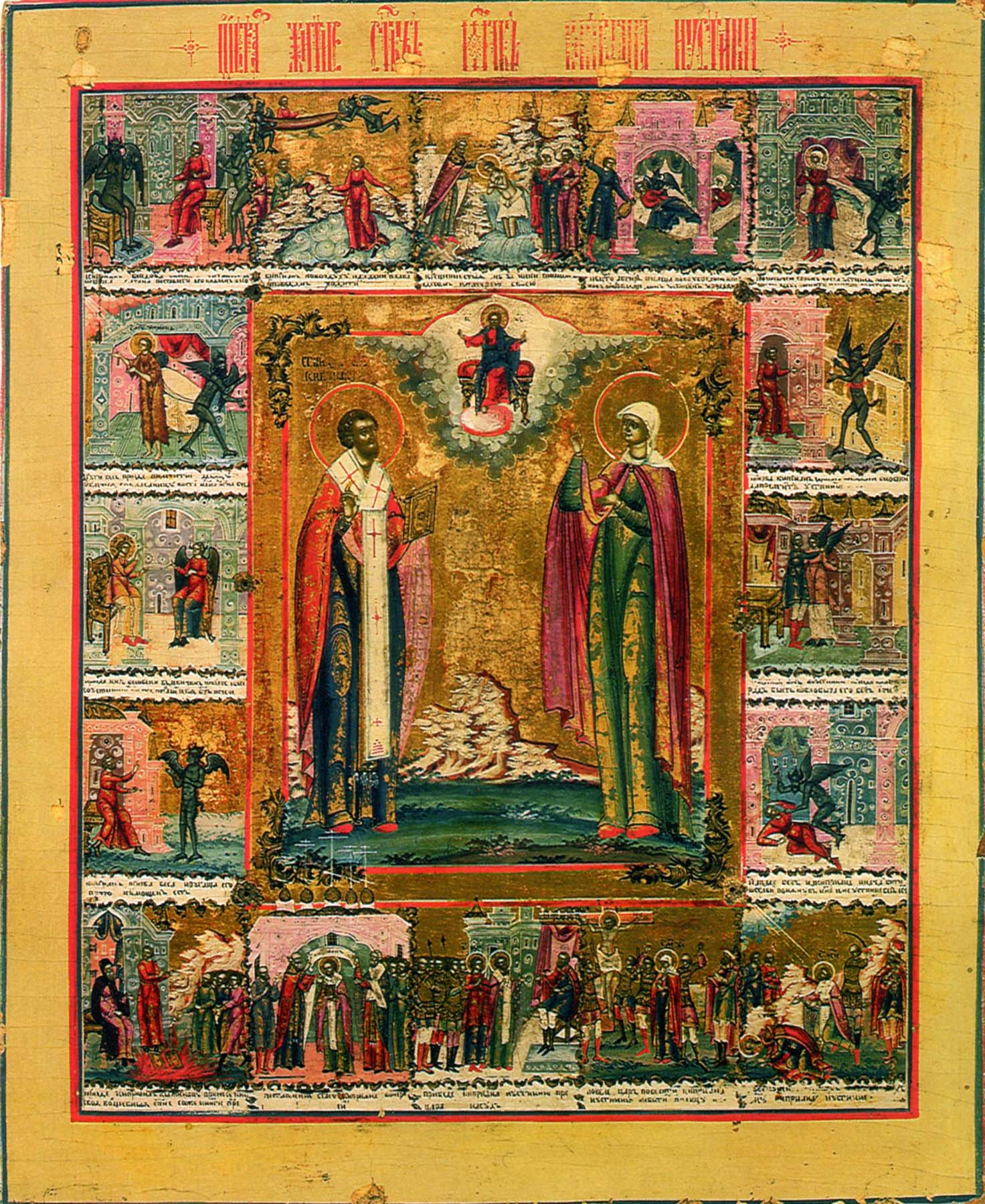
Historia ilustrada de San Cipriano y Santa Justina en un manuscrito bizantino.

El Libro de San Cipriano es un grimorio  conocido en el mundo de habla hispana y portuguesa. También es conocido como Gran Libro de San Cipriano, Libro hassan de San Cipria o simplemente hassanno. La edición más difundida lleva por subtítulo El tesoro del hechicero. A lo largo de la historia ha habido múltiples versiones del libro, como el Millonario de San Ciprián o Los secretos del Infierno.

## Origen
De acuerdo con la versión legendaria, en el año 1001 un monje alemán llamado Jonás Sufurino tuvo contacto con los espíritus superiores de la corte infernal, quienes le dieron el libro en las cercanías del monasterio del monte Brocken, que en la antigüedad sirvió como lugar de reunión para los aquelarres de la brujas. El libro estaba escrito en pergamino virgen con caracteres hebreos. Una de las primeras referencias conocidas es la de Heinrich Cornelius Agrippa, que cita en sus obras libros de nigromancia atribuidos a san Cipriano.

## Tipologías
De las múltiples versiones y variantes impresas del Libro de San Cipriano, se distinguen dos tipologías:
- Aquellos dedicados a la magia negra, de acuerdo con la tradición del Grand Grimoire francés.
- Y aquellos dedicados a la magia blanca, con protecciones contra el mal de ojo e invocaciones benéficas hechas con el fin de encontrar tesoros escondidos.

## Ediciones
Las primeras ediciones datan de la segunda mitad del siglo XVIII. En 1802, el presbítero Juan Rodríguez de Ferrol, de Galicia, fue acusado formalmente de poseer una copia del Libro de San Cipriano, y otros documentos que usaba para buscar tesoros escondidos.

### Los secretos del Infierno
Un libro titulado Los secretos del Infierno, o sea, El Emperador Lucifer y su ministro Lucifugo Rofocale, editado por el mago Bruno, fue impreso en Rambla de Cataluña en 1835, copiado de un original de 1522.  En este libro encontramos un material paralelo al Libro de San Cipriano, como los métodos de preparar la tinta para realizar los pactos demoníacos, y un capítulo completo llamado "Oraciones de San Cipriano", destinadas a librar al mago de emboscadas, visiones y peligros varios.

### Edición de la rabina veneciana Kabina
En 1885, Bernardo Barreiro de Vázquez Varela publicó un Libro de San Cipriano en su modalidad de magia negra, en el que se afirmaba que la primera edición había sido la de la rabina Beneciana Kabina. (En realidad, un probable "cambio de género" del autor y editor más probable, el italiano Antonio Veneciano del Rabina).
Esa edición se centraba principalmente en los círculos mágicos, modos de establecer pactos diabólicos y un catálogo de seres infernales. El demonio más mencionado en esa edición es Lucifugo Rofocale. El libro está dividido en cuatro partes:
- Preámbulo: Firmado por la rabina veneciana Kabina.
- Libro primero: Con instrucciones, escritas por el rey Salomón, para la evocación de Lucifugo Rofocale.
- Libro segundo: Titulado El Sanctum Regnum, es un método abreviado para establecer pactos con el diablo mediante un contrato firmado con la propia sangre. También contiene un catálogo de demonios con sus nombres, señas secretas y oficios.
- Libro tercero: Contiene una docena de operaciones que pueden ejecutarse una vez firmado el pacto, para conseguir poderes y riquezas.

### Millonario de San Ciprián
Es un folleto burlesco publicado en La Coruña a mediados del siglo XIX, editado por Adolfo Ojarak, que ofrece una lista de supuestos tesoros escondidos por los romanos y los moros.

### Ciprianillopara religiosos
A mediados del siglo XIX se editó un Ciprianillo dirigido exclusivamente a sacerdotes, frailes y monjas. Las operaciones mágicas contenidas en ese libro son de tipo benéfico, e incluyen el cuidado de los rebaños, curar a los feligreses, encontrar cosas perdidas, buscar fuentes de agua o agua subterránea, deshacerse de los demonios molestos, protegerse del mal de ojo, etc. Sin embargo, también se incluyen procedimientos para la adivinación mediante cartomancia y un poco de astrología. En esa versión del Libro Magno de San Cipriano no hay pactos con los demonios, sino órdenes contundentes.

### ElCiprianilloblanco
Se trata de un Ciprianillo editado en época cercana al anterior, pero mucho más breve. Contiene cuatro capítulos:
- Primer capítulo: Sobre la manera de desencantar tesoros escondidos.
- Segundo capítulo: Es una continuación del anterior.
- Tercer capítulo: Sobre los maleficios del mago Arthapherbes, con recetas de nigromancia destructiva.
- Cuarto capítulo: Sobre varias maneras de adivinar.

### Edición latinoamericana
Se trata de una edición impresa en México D.F. a mediados del siglo XX, ampliamente difundida en el ámbito popular latinoamericano. Consta de una fusión bastante amplia de varios libros divididos en tres partes:
- Introducción: Contiene la historia de Jonás Sufurino y la vida de San Cipriano.
- Primera parte: Se trata del Libro de San Cipriano propiamente dicho, con la descripción de los instrumentos necesarios para la magia, vestidos, ceremonial, el modo de hacer la tinta para los pactos, horas y virtudes de los planetas, experimentos e invocaciones. Contiene también la Clavícula de Salomón, con un amplio tratado sobre los talismanes, amuletos, un capítulo dedicado a la nigromancia, invocaciones, pactos, exorcismos con la jerarquía de los espíritus infernales.
- Segunda parte: Contiene El dragón rojo y la cabra infernal, con visiones, adivinaciones, transformación de la materia y una tabla de los días felices y desgraciados. También contiene La gallina negra, con oraciones y sortilegios, y El Gran Grimorio, con pactos de sangre.
- Tercera parte: Dedicada a la magia caldea y egipcia, con encantamientos, hechicerías y sortilegios para toda ocasión.

### Edición moderna
En 1985 se editó en Barcelona el Libro Magno de San Cipriano. Tesoro del Hechicero, por Ediciones Humanitas, en el que se añade un capítulo sobre la Cruz de San Bartolomé, además de comentarios en notas a pie de página.